# Московский государственный университет геодезии и картографии
ФГБОУ ВО «Моско́вский госуда́рственный университе́т геоде́зии и картогра́фии» (МИИГАиК) — высшее учебное заведение в Москве, основанное императрицей Екатериной II в мае 1779 года. Сферы компетенций МИИГАиК — комплексная работа с пространственными данными. Университет является лидером по подготовке кадров в области геодезии и картографии, геоинформатики, дистанционного зондирования Земли, землеустройства и кадастра, оптического приборостроения. Фундаментальные научные исследования в области наук о Земле направлены на разработку и совершенствование сквозных технологий в области пространственных данных.

## История
История университета началась в царствование императрицы Екатерины II, когда 14 мая 1779 года на основании Указа Правительствующего Сената (от 23 апреля 1779 г. № 439) по межевой Канцелярии было объявлено об открытии Землемерной школы, которая была названа Константиновской в честь родившегося в тот год внука Екатерины II — великого князя Константина Павловича. Инициатором создания Константиновской землемерной школы и её фактическим директором был член Межевой канцелярии, обер-прокурор Сената, тайный советник Сергей Рожнов.
В 1819 году школа была преобразована в Константиновское землемерное училище (КЗУ). По указу императора Николая I 10 мая 1835 года училище было преобразовано в высшее учебное заведение — Константиновский межевой институт. Первым директором Константиновского межевого института стал писатель и общественный деятель Сергей Аксаков, при котором в институте работал преподавателем русского языка В. Г. Белинский. 
С 1842 года попечителем института стал М. Н. Муравьёв. При нём был введен новый устав, шестилетнее обучение, а также новые учебные дисциплины (архитектура, минералогия, иностранные языки и др.). Был создан кабинет геодезических инструментов, литография, аптека. 
В 1860-е годы институт неоднократно навещал Ф. М. Достоевский, который гостил в семье своей родной сестры, бывшей замужем за врачом КМИ А. П. Ивановым.

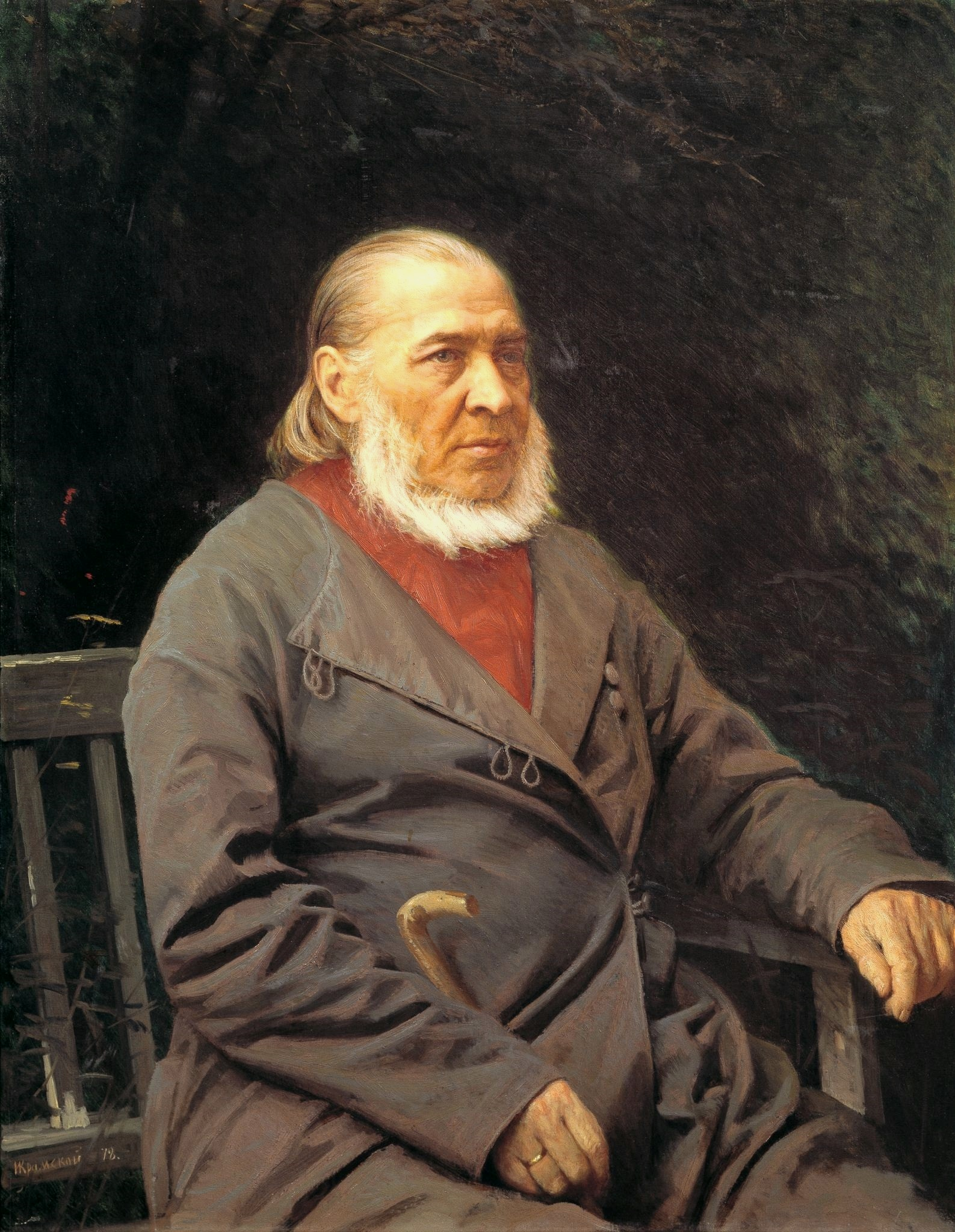
Аксаков, Сергей Тимофеевич

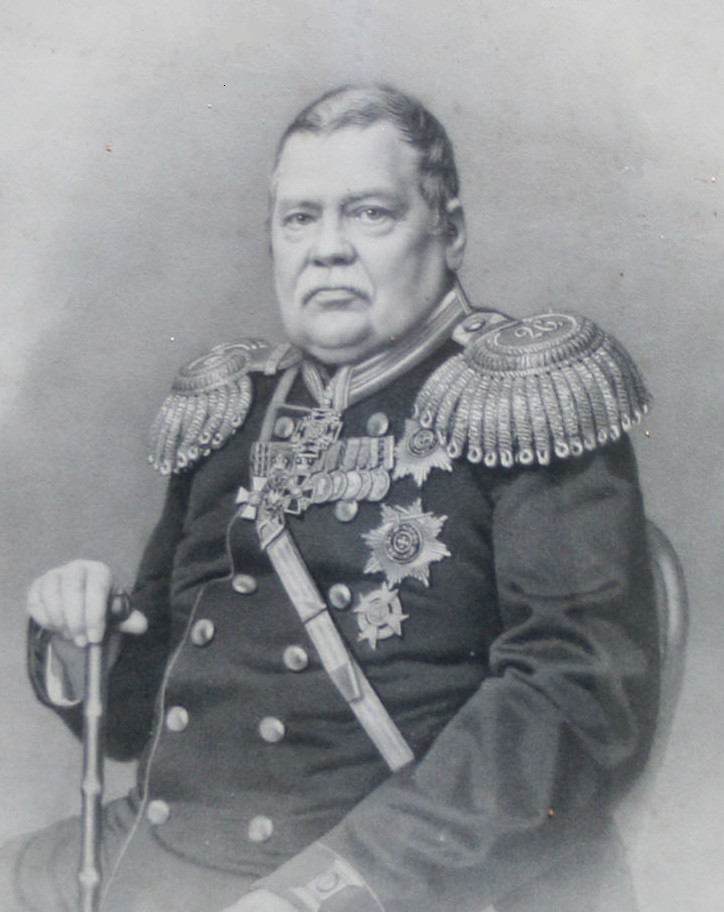
Муравьёв-Виленский, Михаил Николаевич

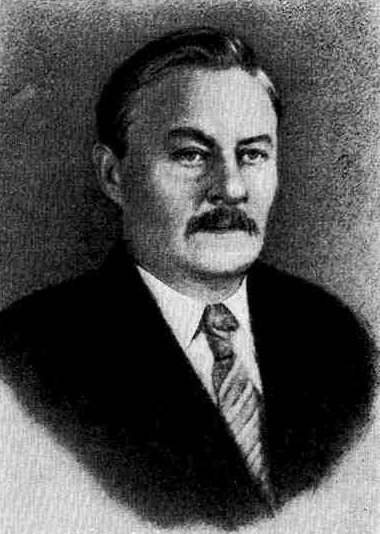
Красовский, Феодосий Николаевич

С сентября 1873 года институт был размещён в главном здании городской усадьбы Демидовых — ныне так называемый старый корпус МИИГАиК.
15 ноября 1916 года указом императора Николая II было утверждено новое название — Императорский Константиновский межевой институт.
С 1918 года институт назывался «Межевой институт наркомата просвещения РСФСР» и находился в ведении Главного комитета профессионально-технического образования (Главпрофобра) Наркомпроса РСФСР.
8 февраля 1919 г. на заседании коллегии Научно-технического отдела (НТО) Высшего Совета Народного Хозяйства (ВСНХ) было принято решение о разработке для внесения на утверждение Совета Народных Комиссаров РСФСР (Совнарком РСФСР) проекта Декрета об объединении всех геодезических работ в России путем создания Высшего геодезического управления (ВГУ) при ВСНХ. Была создана инициативная группа в составе С.М. Соловьева, Белова, Гайкина и М.Д. Бонч-Бруевича, работавшего в то время преподавателем Межевого института. Эта группа подготовила проект Декрета. Последний был передан председателю СНК В.И. Ленину, и 15 марта 1919 г. за его подписью был издан Декрет «Об учреждении Высшего геодезического управления». В феврале 1919 года институт был переименован в Московский межевой институт (ММИ). Это название сохранялось до 1930 года, когда постановлением СНК от 2 февраля 1930 года Московский межевой институт был разделён на два высших учебных заведения: геодезическое отделение получило название Московский геодезический институт (в результате реорганизации было добавлено 5 отделений: астрономо-геодезическая, картографо-геодезическая, фото-геодезическая, геодезическое инструментоведение, городское, переименованное в геодезическое планировочное отделение), а на базе землеустроительного отделения было создано высшее учебное заведение, подведомственное структуре сельского хозяйства (Наркомзем) — Московский институт землеустройства (в настоящее время — Государственный университет по землеустройству).
В 1936 году Московский геодезический институт был переименован в Московский институт инженеров геодезии, аэрофотосъёмки и картографии (МИИГАиК), и в нём были открыты три факультета — геодезический, картографический и геодезического инструментоведения. В 1937 году добавился аэрофотогеодезический факультет. 
В 1940 году заведующий кафедрой высшей геодезии член-корреспондент АН СССР Ф. Н. Красовский определил новые размеры земного эллипсоида (названного эллипсоидом Красовского). 
Постановлением Государственного комитета обороны МИИГАиК среди немногих вузов страны был отнесен к категории важнейших. Основной состав преподавателей и студентов был эвакуирован в Ташкент. Реэвакуация института началась в мае 1942 года, и к концу этого года учебный процесс вошел в нормальное русло. Многие преподаватели МИИГАиК во время войны вели научную работу, направленную на решение задач обороны страны, многие студенты института ушли на фронт в первые месяцы войны.
Заведующий кафедрой аэрофотосъёмки в 1957—1967 годах Б. Н. Родионов был главным конструктором съёмочной аппаратуры ряда советских космических программ, разработал метод фотограмметрической обработки сканерных панорам, позволивший сделать крупномасштабные планы отдельных участков лунной поверхности.
Под руководством учёных института произведена фотосъёмка обратной стороны Луны с космических кораблей серии «Зонд», разработана и внедрена методика фотосъёмки Земли с космических кораблей «Союз» и орбитальных пилотируемых станций «Салют», впервые в мире созданы топографические карты участков обратной стороны Луны (докт. техн. наук, проф. В. Д. Большаков; докт. техн. наук, проф. Н. П. Лаврова; докт. техн. наук, проф. Н. М. Волков и др.).
В 1979 году в связи с 200-летием и за большие заслуги перед родиной, Московский институт инженеров геодезии, аэрофотосъёмки и картографии был награждён орденом Ленина.
11 марта 1993 года институт был преобразован в университет.
В честь учебного заведения 6 марта 2004 года астероиду, открытому 2 января 1973 года Н. С. Черных в КрАО, было присвоено название 11785 Migaic
В 2020 году указом президента России МИИГАиК был включен в Государственный свод особо ценных объектов культурного наследия народов Российской Федерации.

## Структура
Университет насчитывает шесть факультетов дневного обучения и факультет заочного обучения. Имеются аспирантура и докторантура. При вузе работают несколько лабораторий (оптического приборостроения, геоинформационных технологий, обработки спутниковой информации, экологического картографирования, Комплексная лаборатория исследования внеземных территорий (КЛИВТ) и др.). МИИГАиК выпускает журнал «Известия ВУЗов. Геодезия и аэрофотосъёмка», а также широкий спектр учебно-методической литературы. Число студентов и аспирантов в настоящее время достигает 4 тыс. человек.
Материально-техническая база университета включает 2 основных учебных корпуса, 3 вспомогательных учебных корпуса, 2 студенческих общежития, 2 учебных геополигона, спортивно-оздоровительный центр, библиотеку (более 500 тыс. единиц хранения).
С сентября 2018 года ректором университета является к.т. н., д.э.н. Надежда Ростиславовна Камынина.

### Факультеты
- Геодезический факультет:

- Картографический факультет:

- Факультет геоинформатики и информационной безопасности:

- Факультет оптического приборостроения:

- Факультет управления территорий:

- Факультет архитектуры и градостроительства:

- Заочный факультет

### Филиалы
- Кировский государственный колледж строительства, экономики и права
- Колледж геодезии и картографии МИИГАиК
- Технологический университет имени летчика-космонавта А. А. Леонова

## Здание
Константиновский Межевой институт в 1867 году разместился в бывшем дворце Демидовых в Гороховском переулке, переехав из дворца князя Куракина на Старой Басманной.
МИИГАиК, преемник Межевого института до настоящего времени занимает бывший дворец Демидовых. Ранее являлся одним учебным заведением с Государственным университетом землеустройства.

## Персоналии

### Директора (ректоры) института
Директора и ректоры института:
- 15.04.1930—28.09.1931: Дмитрий Сергеевич Базанов
- 28.09.1931—13.09.1932: Алексей Николаевич Ганджа
- 13.09.1932—25.01.1933: А. Н. Василенков
- 25.01.1933—22.04.1935: Исаак Лазаревич Темкин
- 23.04.1935—28.09.1943: Абрам Иванович Мазмишвили
- 1941—1943: Глеб Никанорович Черданцев, руководил работой института во время эвакуации в Ташкент
- 28.09.1943—17.07.1948: Иван Максимович Семин
- 17.07.1948—25.01.1957: Михаил Сергеевич Муравьёв
- 18.04.1957—15.06.1963: Пётр Сергеевич Закатов
- 15.06.1963—1988: Василий Дмитриевич Большаков
- 1988—2007: Виктор Петрович Савиных
- 2007—2012: Василий Александрович Малинников
- 2012—2015: Андрей Александрович Майоров
- 2015—2017: (и. о.) Евгений Яковлевич Бутко
- 2018 — н.в.: Надежда Ростиславовна Камынина

### Преподаватели
См. Категория:Преподаватели МИИГАиК

## Выпускники
См. Категория:Выпускники МИИГАиК